# 男と女5
『男と女5-TWO HEARTS TWO VOICES-』（おとことおんな ファイブ）は、2015年9月30日に発売された稲垣潤一5枚目のデュエット・アルバム（CD：UICZ-4333）。

## 解説
10人の女性アーティストとのデュエットによる通算5作目。松任谷由実のカバーは、第1作・第2作・第3作・第4作と異なる楽曲が採用されている。
11曲目にボーナス・トラックとして「ゆうばり国際ファンタスティック映画祭」2014出品作品映画『コトコトコトコ』主題歌「君、」を収録。本作は第1～第4作目と異なり、オリジナルカラオケCDが付いた2枚組の「Special Edition」が別途発売されていない。

## 収録曲
1. 涙のロンリー・ボーイ（Duet with 土屋アンナ）
  - 作詞・作曲：田中真美　編曲：清水信之
  - オリジナルは田中真美。1981年7月21日リリース[3]
  - 土屋アンナ by the courtesy of Avex Entertainment Inc.
2. 風立ちぬ（Duet with 島田歌穂）
  - 作詞：松本隆　作曲：大瀧詠一　編曲：大坪稔明
  - オリジナルは松田聖子。1981年10月7日リリース
3. およげ!たいやきくん（Duet with 竹内美宥）
  - 作詞：高田ひろお　作曲：佐瀬寿一　編曲：清水信之
  - オリジナルは子門真人。1975年12月25日リリース
  - 竹内美宥 by the courtesy of KING RECORDS CO., LTD.
4. 誰より好きなのに（Duet with 柴咲コウ）
  - 作詞・作曲：古内東子　編曲：清水信之
  - オリジナルは古内東子。1996年5月22日リリース
  - 柴咲コウ by the courtesy of Colourful Records
5. リンダ（Duet with NORA）
  - 作詞・作曲：竹内まりや　編曲：清水信之
  - オリジナルはアン・ルイス。1980年8月5日リリース
  - NORA by the courtesy of KING RECORDS CO., LTD.
6. ひこうき雲（Duet with 小野リサ）
  - 作詞・作曲：荒井由実　編曲：大坪稔明
  - オリジナルは荒井由実。1973年11月5日リリース
  - 小野リサ by the courtesy of DREAMUSIC Inc.
7. 真夜中のドア～Stay With Me（Duet with GILLE）
  - 作詞：三浦徳子　作曲：林哲司　編曲：佐藤準
  - オリジナルは松原みき。1979年11月5日リリース
8. 愛は時を越えて（Duet with 八神純子）
  - 作詞：芹沢類　作曲：織田哲郎　編曲：佐藤準
  - オリジナルは大橋純子。1992年10月1日リリース
  - 八神純子 by the courtesy of Sony Music Direct (Japan) Inc.
9. 真夏の出来事（Duet with Shimva）
  - 作詞：橋本淳　作曲：筒美京平　編曲：大坪稔明
  - オリジナルは平山みき。1971年5月25日リリース
  - Shimva by the courtesy of Banzai Records
10. 花は咲く（Duet with 森麻季）
  - 作詞：岩井俊二　作曲：菅野よう子　編曲：大坪稔明
  - オリジナルは花は咲くプロジェクト。2012年5月23日リリース
  - 森麻季 by the courtesy of Avex Classics International Inc．
11. 君、　
  - 作詞：小川智子　作曲：稲垣潤一・塩入俊哉　編曲：大坪稔明
  - 映画『コトコトコトコ』主題歌（ゆうばり国際ファンタスティック映画祭2014 出品作品）